# Streptopogon juarezii
Streptopogon juarezii là một loài rêu trong họ Pottiaceae. Loài này được Sharp mô tả khoa học đầu tiên năm 1986.
Danh pháp khoa học của loài này chưa được làm sáng tỏ. 